# Rattenberg (Gemeinde Fohnsdorf)
Rattenberg ist eine Ortschaft der Gemeinde Fohnsdorf und als solche Teil der Katastralgemeinde Rattenberg. Sie liegt im politischen Bezirk Murtal sowie im Gerichtsbezirk Judenburg in der Obersteiermark und befindet sich im Aichfeld. Die Ortschaft hat 197 Einwohner (Stand 1. Jänner 2024).

## Geographie

### Geographische Lage
Rattenberg liegt im Aichfeld, einem Becken im obersteirischen Murtal im Osten der Gemeinde Fohnsdorf. Teil der Ortschaft Rattenberg sind die Zerstreuten Häuser Blümeltal, der Weiler Göttschach und der Einzelhof vulgo Stocker, sowie mehrere Almen.

### Nachbarorte
| Sillweg  | Sillweg                                     | Flatschach |
| Sillweg  | Kompassrose, die auf Nachbargemeinden zeigt | Flatschach |
| Aichdorf | Zeltweg                                     | Zeltweg    |